# Acanthopsyche zelleri
Acanthopsyche zelleri är en fjärilsart som beskrevs av Mann 1855. Acanthopsyche zelleri ingår i släktet Acanthopsyche och familjen säckspinnare. Inga underarter finns listade i Catalogue of Life.